# 辻仁成
辻 仁成（つじ ひとなり／つじ じんせい、1959年〈昭和34年〉10月4日 - ）は、フランスを拠点に活動する日本の作家、ミュージシャン、映画監督、演出家、画家。東京都南多摩郡日野町（現日野市）出身。所属事務所はタイタン。函館観光大使でもある。
本名ならびに作家活動時の苗字の字体および名前の読みは、点が2つのしんにょうの「辻」に、仁成は「ひとなり」、映画監督並びに歌手活動時は、点が1つのしんにょうの「辻󠄀」に、仁成は「じんせい」。バンド『ZAMZA』での活動時は「Zinc White」もしくは単に「Zinc」と称する。

## 略歴
1959年東京都南多摩郡日野町（現日野市）に生まれる。両親は福岡県出身で、父は保険会社の会社員だった。少年期は父親の転勤で福岡市、帯広市、函館市と各地を転々とした。北海道函館西高等学校から、成城大学経済学部（映画研究会所属）に進学するも中退。
1985年、ロックバンド「ECHOES（エコーズ）」のボーカリストとしてデビュー。
1989年、『ピアニシモ』で第13回すばる文学賞を受賞し作家デビュー。
1991年5月、東京・日比谷野外音楽堂でのライブを最後に、10年に及ぶバンド活動にピリオドを打ちECHOES解散。その後、ソロ活動へ。
1991年、本格的に作家としての活動を始める。
1994年、『母なる凪と父なる時化』で芥川賞候補、『ミラクル』が青少年読書感想文課題図書になる。
1995年に、南果歩と結婚、1男をもうけたが、2000年3月に離婚。
1996年、『アンチノイズ』が三島由紀夫賞候補に。
1997年、『海峡の光』で第116回芥川賞を受賞（柳美里『家族シネマ』と同時受賞）し、函館市栄誉賞も受賞。
1998年、自身の監督映画「千年旅人」でオーディションを行いyumaを選び、音楽においてもプロデュースをし、10曲のレコーディングを東京とアイルランドで行い1999年12月の福岡、札幌、函館、名古屋、大阪、東京開催の自身のライブのオープニングアクト、2001年の監督映画「ほとけ」にも主演として起用した。
1999年、映画「千年旅人」を発表。また、『白仏』の仏語翻訳版 Le Bouddha blanc（仏語翻訳者：Corinne Atlan）で、フランスの五大文学賞の一つであるフェミナ賞の外国小説賞を日本人として初めて受賞。『白仏』は祖父、今村豊をモデルとした作品。
2002年6月、中山美穂と結婚。2004年1月に1男が誕生するも2014年7月8日、協議離婚が成立。
2003年、渡仏。拠点をフランスに置き、創作活動を続けている。
2007年から9年間京都造形芸術大学芸術表現・アートプロデュース学科クリエイティブ・ライティングコース教授を務めた。
2011年より人間塾開講、塾長を務める。
2013年9月1日木下グループ キノシタ・マネージメントのマルチメディア開発部 エグゼクティブプロデューサーに就任。
2009年3月23日にはHEY!HEY!HEY! MUSIC CHAMPに新バンド、ZAMZA N'BANSHEE（現・ZAMZA）で出演し、約20年振りにテレビで『ZOO』を披露した。
2014年、中山美穂との離婚の騒動を問題視され、当時所属していたレーベルから「ライブツアーの中止」を求められるも、それを不服として「自腹でのツアー」を決行。そのツアーに運営窓口として協力したタイタンに同年9月より正式に移籍した。
2016年10月21日、ウェブマガジン「デザインストーリーズ」を立ち上げ、編集長に就任。
2017年4月11日、日本経済大学の客員教授に就任。
2017年5月14日、ラジオ番組『スカパー! 日曜シネマテーク』にコメント出演し、ジョン・カサヴェテス監督の『ハズバンズ』、ハル・アシュビー監督の『チャンス』、サム・ペキンパー監督の『わらの犬』を自身の映画ベスト3に選んだ。
2018年2月27日、歌と自身の手料理を振る舞う初のディナーショーを行った。
2018年10月、タイタンの学校の特別講師となる。
2018年5月8日、息子と「2G」名義でYouTuberとなる。
2018年9月22日、ギルド・ジャパンのプロテクトゥール ド ラ ギルドを叙任した。
2020年11月14日、地球カレッジを開校。
2021年5月30日、2021年度フランス観光親善大使に任命された。
2022年9月10日、ウェブサイトマガジンのJapan Stories「ジャパン・ストーリーズ」をパリの有志達で作った。
2023年5月29日、オランピア劇場でライブを行った。日本人作家としては初めて。
2023年9月1日、オンライン・コミュニティービレッジ、ツジビル（辻村）を開村。
2023年12月7日、ボルドーワイン委員会の2024年のグランド・アンバサダーを務めることが発表された。
2024年2月から3月、絵画の個展を開いた。
2025年6月7日、web版辻仁成美術館「Les Acutus de Hitonari TSUJI」を公開。

## 人物
童話作家の東君平の妻・英子と辻の母親が従姉妹同士。
瀬戸内寂聴や江國香織、千住博、建築家の坂茂、サッカー選手の岡崎慎司や長谷部誠と交友が深い。

## 受賞歴
- 1989年 - 第13回すばる文学賞（『ピアニシモ』）
- 1997年 - 第116回芥川賞 （『海峡の光』）
- 1999年 - フェミナ賞 外国小説賞（『白仏』）
- 2012年 - 第7回KINOTAYO現代日本映画祭最優秀映像賞（『その後のふたり』）[25]
- 2020年 - Yahoo!検索大賞2020 作家部門賞[26]

## 著書
現在までにフランス、ドイツ、スペイン、イタリア、トルコ、中国、台湾、韓国、タイなど世界各国で翻訳され紹介されている。

### 小説
- 『ピアニシモ』（1990年/集英社）のち文庫
  - 第13回すばる文学賞受賞
- 『クラウディ』（1990年/集英社）のち文庫
- 『カイのおもちゃ箱』（1991年/集英社）のち文庫
- 『旅人の木』（1992年/集英社）のち文庫
- 『フラジャイル　こわれもの注意』（1992年・戯曲/徳間書店）
- 『ミラクル』望月通陽絵（1993年/講談社）のち新潮文庫 のち加筆訂正され電子書籍
  - ミュージカル『ミラクル』原作[27]
  - 本作は第一学習社の高校3年国語の教科書、光村図書の中学2年国語の教科書に掲載されている
- 『グラスウールの城』（1993年/福武書店）のち新潮文庫「Tokyoデシベル」文春文庫
- 『母なる凪と父なる時化』（1994年/新潮社）のち文庫
  - 第110回芥川賞候補作
- 『オープンハウス』（1994年・短編集/集英社）のち文庫
  - 映画『オープンハウス』原作
- 『愛はプライドより強く』（1995年/幻冬舎）のち文庫
- 『パッサジオ』（1995年/文藝春秋）のち文庫
- 『錆びた世界のガイドブック』（1995年・写真+短編集/角川書店）
- 『ぼく、いたくない』（1995年・絵本/新書館）
- 『ニュートンの林檎』（上・下巻）（1996年/集英社）のち文庫
- 『アンチノイズ』（1996年/新潮社）のち文庫「Tokyoデシベル」文春文庫
  - 映画『Tokyo デシベル』原作
- 『きょうのきもち』（1996年・ポストカードブック/フレーベル館）
- 『海峡の光』（1997年/新潮社）のち文庫（第116回芥川賞受賞）
- 『愛の工面』（幻冬舎文庫、1997年）　『彼女は宇宙服を着て眠る』（2002年・短編集/幻冬舎文庫）
- 『白仏』（1997年/文藝春秋）のち文庫 のち集英社文庫
  - 仏語翻訳版でフランスの文学賞「フェミナ賞・1999年外国小説賞」を日本人として初めて受賞
- 『ガンバルモンカ』（1998年・短編集/角川ミニ文庫）
- 『ワイルドフラワー』（1998年/集英社）のち文庫
- 『五女夏音』（1999年/中央公論社）のち文庫
- 『千年旅人』（1999年/集英社）のち文庫（映画「千年旅人」原作）
- 『冷静と情熱のあいだ Blu』（1999年/角川書店、2001年BluとRossoの愛蔵版）のち文庫
  - 『冷静と情熱のあいだ Rosso』は江國香織著
  - 映画『冷静と情熱のあいだ』原作
- 『嫉妬の香り』（2000年/小学館）のち集英社文庫
  - TVドラマ『嫉妬の香り』原作
- 『愛をください』（2000年/マガジンハウス）のち光文社文庫
  - TVドラマ『愛をください』原作
- 『サヨナライツカ』（2001年/世界文化社）のち幻冬舎文庫
  - 映画『サヨナライツカ』原作
- 『太陽待ち』（2001年/文藝春秋）のち文庫
- 『目下の恋人』（2002年・短編集/光文社）のち文庫
  - 映画『目下の恋人』原作
- 『愛と永遠の青い空』（2002年/幻冬舎）「青空の休暇」文庫
  - ミュージカル『青空の休暇』原作
- 『オキーフの恋人 オズワルドの追憶』（上・下）（2003年/小学館）のち新潮文庫 のち小学館文庫 のち加筆訂正され電子書籍
- 『99才まで生きたあかんぼう』（2003年・イラスト辻仁成/集英社+ホーム社）のち集英社文庫
  - 舞台『99才まで生きたあかんぼう』原作
- 『いまこの瞬間 愛しているということ』（2003年/集英社）「二十八光年の希望」文庫
- 『刀』（2004年/新潮社）
- 『代筆屋』（2004年/海竜社）のち幻冬舎文庫
- 『幸福な結末』（2005年/角川書店） 「オリガミ」文庫
- 『アカシア』（2005年・短編集/文藝春秋）「明日の約束」文庫
- 『ヤダとイイヨ』（2005年/リーガル出版）
- 『愛のあとにくるもの』（2006年/幻冬舎）のち文庫
  - 対する韓国側作品「愛のあとにくるもの」は孔枝泳著
- 『ピアニシモ・ピアニシモ』（2007年/文藝春秋）のち文庫
- 『人は思い出にのみ嫉妬する』（2007年/光文社）のち文庫
- 『孤独にさようなら』（2007年/マガジンハウス）のち加筆訂正され電子書籍
- 『右岸』（2008年/集英社）のち文庫
  - 対する女性側「左岸」を江國香織が描く。
- 『ダリア』（新潮社、2009年）のち文庫
- 『アカシアの花のさきだすころ Acacia』（新潮社、2009年）
  - 映画『ACACIA』原作
- 『クロエとエンゾー』（小学館、2010年）のち文庫
- 『ぼくから遠く離れて』（幻冬舎、2011年）のち文庫
- 『ラペのくにでは』（平尾香絵　海竜社、2011年）
- 『永遠者』（文藝春秋、2012年）のち文庫 のち加筆訂正され電子書籍
- 『まちがい』（集英社、2012年）
- 『その後のふたり』（アップリンク、2013年）
- 『醒めながら見る夢』（角川書店、2014年）
  - 映画『醒めながら見る夢』原作
- 『日付変更線 The Date Line』（上・下）（集英社、2015年）のち文庫
- 『父 Mon Pere』（集英社、2017年）のち文庫
- 『エッグマン』（朝日新聞出版、2017年）
- 『真夜中の子供』（河出書房新社、2018年）のち文庫
  - 映画『真夜中の子供』原作
- 『愛情漂流』（竹書房、2019年）
- 『十年後の恋』（集英社、2021年）のち文庫
- 『パリ情景 動かぬ時の扉―Vision de Paris―』（帝京大学出版会、絵画+小説、2024年）[28]

#### 今村恭子名義
- 『月族』（海竜社、2006年）「月族1 プラリネの物語」小学館文庫
- 『月族 - 月光の導き ルーンの物語』（海竜社、2006年）「月族2 ルーンの物語」小学館文庫
- 『月族 - 真実の愛 運命の時』（海竜社、2008年）「月族3 トマの物語」小学館文庫

### 詩集
- 『屋上で遊ぶ子供たち』（1992年・詩集/集英社）
- 『希望回復作戦』（1993年・詩集/集英社）
- 『応答願イマス』（1995年・詩集/思潮社）
- 『ここにいないあなたへ』（1995年・写真詩集/集英社）
- 『辻仁成詩集』現代詩文庫149（1997年・詩集/思潮社）
  - 本作に収録されている「はしくれ」は学校図書の中学2年国語の教科書に掲載されている
- 『ニューヨークポエトリーキット』（2000年・詩集/思潮社）
- 『辻仁成 青春の譜 ZOO』（2000年・歌詩集/幻冬舎文庫）
- 『ZOO -愛を下さい-』（2002年・写真詩集/河出書房新社）

### 随筆
- 『ガラスの天井』（1992年・エッセイ集/集英社）のち文庫
- 『そこに僕はいた』（1992年・エッセイ集/集英社）のち新潮文庫
  - 本作に収録されている「新聞少年の歌」は教育出版の中学1年国語の教科書に、「そこに僕はいた」は東京書籍の中学1年国語の教科書に掲載されている
- 『函館物語』（1996年・写真エッセイ集/集英社文庫）
- 『音楽が終わった夜に』（1996年・エッセイ集/マガジンハウス）のち新潮文庫
  - 本作に収録されている「プライド」は第一学習社の高校1年国語の教科書に掲載されている
- 『僕のヒコーキ雲』（1997年・日記エッセイ/集英社）
- 『世界は幻なんかじゃない』（1998年・写真+エッセイ集/幻冬舎）
- 『そこに君がいた』（新潮文庫、2002年）
- 『いつか、一緒にパリに行こう』（2005年・パリガイドブック・写真エッセイ集/光文社）のち文庫
- 『マダムと奥様』（2009年・エッセイ集/光文社文庫）
- 『オルセー印象派ノート』（世界文化社 2010年）
- 『ECHOES-木霊-』（幻冬舎 2011年）
- 『不屈』（キノブックス 2014年）
- 『息子に贈ることば』（文藝春秋 2016年）
- 『立ち直る力』（光文社 2018年）
- 『人生の十か条』（中公新書ラクレ 2018年）
- 『84歳の母さんがぼくに教えてくれた大事なこと』（KADOKAWA 2019年）
- 『なぜ、生きているのかと考えてみるのが今かもしれない』（あさ出版 2020年）
- 『ちょっと方向を変えてみる 七転び八起きのぼくから154のエール』（文春新書 2022年）
- 『パリの空の下で、息子とぼくの3000日』（マガジンハウス 2022年）
- 『自分流 光る個性の道を行く』（光文社 2023年）
- 『犬と生きる』（マガジンハウス 2025年）

### 料理
- 『パリのムスコめし～世界一小さな家族のための～』（光文社 2016年）
- 『50代のロッカーが毎朝せっせとお弁当作ってるってかっこ悪いことかもしれないけれど』（主婦の友社 2016年）
- 『父ちゃんの料理教室』（大和書房 2021年）
- 『パリの"食べる"スープ 一皿で幸せになれる!』（プレジデント社 2021年）

### 共著
- 『恋するために生まれた』（2001年・江國香織との対話集/幻冬舎）
- 『辻仁成+種田陽平式映画づくりの旅』（2002年/世界文化社）

### 翻訳
- 『ことりちゃんとんだ!』アンドレ・ダーハン 作（2009年/ひさかたチャイルド）
- 『ママの小さなたからもの(Mon amour)』アストリッド・デボルド 作（2019年/早川書房）
- 『おなじ星をみあげて』ジャック・ゴールドスティン作（2021年/春陽堂書店）
- 『たまごのあと』エマ・リディア・スキラーリ 作（2025年/サンマーク出版）

### ビデオ
- 生まれ変わるとしたら（1996年）（ポエトリー・リーディング）
- virtual trip PARIS セーヌの休日 Les vacances a la Seine（2015年）（監修・ナレーション）
- virtual trip PARIS パリの路地裏 Les passages de Paris（2015年）（監修・ナレーション）

## 原作の提供・脚本

### テレビドラマ
- 愛をください（原作・脚本／フジテレビ系）
- 嫉妬の香り（原作の提供／テレビ朝日系）
- 忘れてしまう前に想い出してほしい（脚本／2017年12月RKB毎日放送）

### 映画
- 冷静と情熱のあいだ（原作の提供：辻仁成＆江國香織／監督：中江功／2001年11月・東宝系にて公開）
- OPEN HOUSE（原作の提供・監督：行定勳／2003年12月・池袋シネリーブルにて公開）
- サヨナライツカ（原作の提供・監督：イ・ジェハン／2010年1月・全国公開）

### 漫画
- 目下の恋人（原作）
- 愛したことを思い出す 続・サヨナライツカ（原作／週刊「女性自身」・漫画／海埜ゆうこ）

### 舞台
- 演劇「フラジャイル」（作：演出）
- ミュージカル「MIRACRE」（原作の提供/イッツフォーリーズ、2000年 - 2005年）[29]
- ミュージカル「青空の休暇」（原作の提供/イッツフォーリーズ、2011年8月10日 - 14日：紀伊國屋サザンシアター）[29]

### オンラインリーディング
- ピアニシモ（原作の提供/2020年6月13日 - 7月7日）[30]

## 監督・演出

### 映画
- 天使のわけまえ（1995年）- 自主制作
- 千年旅人（1999年）- 第56回ヴェネツィア国際映画祭、批評家週間へ正式出品
- ほとけ（2001年）- ドーヴィル・アジア映画祭にて最優秀イマージュ賞受賞・第27回シアトル国際映画祭へ出典[31][32]
- フィラメント（2002年）- 第37回チェコ・カルロヴィ・ヴァリ国際映画祭にてコンペティション部門「THE INTERNATIONAL ECUMENICAL　JURY OF THE CHRISTIAN CHURCHES」を受賞[33]
- 目下の恋人（2002年）
- ACACIA（2008年／2010年6月12日公開）- 東京国際映画祭のコンペティション部門にノミネート
- その後のふたり-Paris Tokyo Paysage-(2011年／2013年2月9日公開) - 原作、監督、脚本、編集、出演
- 醒めながら見る夢(2014年5月17日公開) - 原作、監督、脚本、編集 - アジア国際映画祭のコンペティション部門にノミネート
- TOKYOデシベル(2017年5月20日公開) - 原作、監督、脚本、編集 - 第19回アジア国際映画祭のコンペティション部門「学生審査員賞」を受賞
- 中洲のこども（2023年6月30日公開予定）- 原作、監督、脚本、編集[34]

### 舞台
- 音楽劇「醒めながら見る夢」（作：演出：音楽/2011年9月16日 - 25日：東京グローブ座・10月10日：長崎市公会堂・14日：広島市文化交流会館・15日：キャナルシティ劇場・21日 - 23日：森ノ宮ピロティホール）
- リーディングドラマ「辻 仁成 その後のふたり」（作：演出/2013年4月6日 - 14日：天王洲 銀河劇場・5月3日 - 5日：兵庫県立芸術文化センター 阪急 中ホール）
  - 再演（2014年7月19日 - 21日：東京グローブ座）
- 演劇「海峡の光」（作：演出/2014年4月11日 - 29日：よみうり大手町ホール）
- 演劇「99才まで生きたあかんぼう」（作：演出/2018年2月22日 - 3月4日：よみうり大手町ホール・6日 - 7日：名古屋市芸術創造センター・20日：福岡市民会館大ホール・24日：シアター・ドラマシティ）

### テレビドラマ
- 愛の手前 恋のとなり（原作『目下の恋人』・脚本・監督／2002年3月テレビ朝日系）

## 音楽
（※ECHOES時代にリリースした作品はECHOESを参照）

### ソロ・アルバム
【LIVE DVD】
1. SNIPER NEVER RESTS　～疾走する狙撃手～（VHS・1993年、Sony Records）
2. 嵐の夜に生まれて-CONCERT TOUR '94 LIVE at 日比谷野外大音楽堂-（VHS・1994年/DVD・2008年:ポニーキャニオン）
3. 辻/JINSEI TSUJI（2008年、HANNA MUSIC）
4. パリの空の下で 人生を語り歌う Jinsei Tsuji live in Paris（2019年、竹書房）
5. JINSEI TSUJI JAPAN FINAL TOUR SPECIAL DVD BOX（2025年、まごころず）

【ユニット】ECHOES OF YOUTH（ECHOESのギタリスト、伊藤浩樹とのユニット）
1. 「恋するために生まれた」MAXIシングル （2001年、Passàggio Discs）
2. 「REAL」MAXIシングル （2001年、Passàggio Discs）
  - 映画「フィラメント」主題歌収録
3. 「SLOW」MAXIシングル （2001年、Passàggio Discs）
  - テレビドラマ「嫉妬の香り」主題歌

クレモンティーヌ with Jinsei Tsuji
- 「二人でゆっくり〜Tous deux tout doux」MAXIシングル （2001年、Passàggio Discs）

辻仁成 with 息子
- 「トワエモア（toi et moi）」（歌詞：辻仁成、作曲：共作、編曲：息子、2019年、父子の音楽舎/ZIZZ STUDIO） - Remix Ver.はCDのみ

【サウンドトラック】
- 「夜来香～映画「ほとけ」の世界～」 （2001年、Passàggio Discs） - 人生仮面名義で「南京豆売り」「永遠の月影」「メキシコの夜」

【イメージアルバム】
- 「冷静と情熱のあいだ Blu～フィレンツェの異邦人～辻仁成プロデュース」 （2001年、Passàggio Discs）

【バンド】ZAMZA（2008年、バンド「ZAMZA N'BANSHEE」現・ZAMZA結成）。ボーカル・ギター担当。メンバーはベース・リーダー恩田快人、ドラム五十嵐公太、ギターは伊藤浩樹（ECHOES）。11月29日、渋谷 Duo Music Exchangeにてファーストライブを行う。2010年、6月12日「WOMB」にてLive 2010〜月族〜を行う。
1. MANGA（1st ）2009年5月13日発売。
2. 月族（2nd ）2010年5月19日発売。
3. MANGA ROCK（USバージョン）2009年11月19日発売。
4. Paris Tokyo Paysage O.S.T.（映画『その後のふたり-Paris Tokyo Paysage-』の主題歌「L'arc-en-ciel d'hiver」収録）2011年12月22日発売。

### 楽曲を提供・プロデュースしたアーティスト
- 浅香唯 - 「孤独（ひとり）〜この声が聞こえても〜」（作曲）
- 今井絵理子 - 「アイダ」（作詞・作曲・プロデュース）・「きっともっとずっと〜journey〜」（プロデュース）
- 甲斐バンド - 「O'l Night Long Cruising」（作詞）
- カルメン・マキ - 「ワイルドフラワー」（作詞・作曲）
- 金子美香 - 「1999」（作曲）
- 川村かおり - 「ZOO」・「Sweet Little Boy」・「からっぽのフィルム」・「RUSSIAN BLUE」・「WINTER MUTE」（作詞・作曲・プロデュース）「真っ白な月-Moon On The Destiny-」・「365日の戦争」・「KIDS」・「PARADISE CITY BLUES」・「YOU VE GOT A FRIEND」（作曲・プロデュース）
- 小森まなみ - 「ハートのKey Station」（作曲）
- SUGIZO - 「感情漂流 feat.辻 仁成」（作詞・歌唱）
- 中村あゆみ - 「つなぎとめてほしい」（作詞）・「Star Lights」（作曲）
- 中村雅俊 - 「耐えられない愛の軽さ」（作詞・作曲）
- 中山美穂 - 「I AM WITH YOU（とおくはなれてても）」（作曲）
- 野本直美 - 「Crossroad Again」（作詞・作曲）
- タイタンメンバーズ＆タイタンSUN社員'S - 「サンシャインデイズ」（作詞・作曲、タイタン社歌）
- 高橋研 - 「St.Jone's cruseders」（共作曲）
- 田原俊彦 - 「雪のないクリスマス」・「ときめきを どうもありがとう」（作詞、ダダ・ジョナサン名義）
- Deep Forest - Kojo no tsuki（feat.Tsuji）（コラボ）
- 堂珍嘉邦 - 「想い出を盗まないで」・「なぜならぼくは恋している」・「めりーごーらんど・わんだーらんど」・「愛と死」（作詞・作曲、音楽劇「醒めながら見る夢」劇中歌）「醒めながら見る夢」（作詞・作曲、映画「醒めながら見る夢」主題歌）
- 蓮井朱夏（菅野美穂） - 「ZOO 〜愛をください〜」（作詞・作曲・プロデュース、自身脚本のドラマ「愛をください」挿入歌）
- 早見優 - 「風になれ」（作詞・作曲）
- PEACE BIRDS '88 ALLSTARS - 「君を守りたい」（作詞） ※「第30回日本レコード大賞特別賞」を[HIROSHIMA'87～'97]出演者・スタッフ・参加者一同が受賞した際、1988年度のテーマ・ソングであったこの歌を生放送で歌った。
- BEGIN - 「愛が走る」（作詞）
- 南果歩 - 「プレヴェールに捧ぐ」（プロデュース、アルバム「ゲンスブール・トリビュート'95」収録）
- 持田香織 - 「アカシア」（作詞・作曲）
- 本木雅弘 - 「犬たちの詩」・「太陽が死んだ朝に」（作詞・作曲、映画『ラストソング』挿入歌）
- yuma - アルバム「光の子供」・シングル「Aria」・「見つけてね」（作詞・作曲・プロデュース）
- ラファエル - 「キャラヴァーン／日本語ヴァージョン」（作詞）
- Lyrico - 「キレイ」（作詞、映画『目下の恋人』エンディング）・「目下の恋人～MY CURRENT BOY FRIEND～」（作詞・作曲）

### 楽曲をカヴァーしたアーティスト
- 加藤登紀子 - 「サボテンの心」
- 伴都美子 - 「ZOO」
- 沼倉愛美 - 「ZOO～愛をください～」
- 福山雅治 - 「ZOO」
- 保志総一朗/榎本温子 - 「ONEWAY RADIO」
- ちく☆たむ - 「ZOO」

## 出演

### 本人による手料理＆弾き語り
- 「食って歌って愛せよ。～マンジャーレ・カンターレ・アモーレ～vol 1」（2018年2月27日、GRAPES KITASANDO）
- 「食って歌って愛せよ。～マンジャーレ・カンターレ・アモーレ～vol 2」（2018年7月26日 - 27日、GRAPES KITASANDO）

### テレビ

#### テレビドラマ
- 世にも奇妙な物語「冷やす女」（監督：豊川悦司／テレビドラマ出演）

#### トーク番組
- 燃えてトライアル（司会、1990年4月7日 - 1991年3月24日 NHK総合）

#### バラエティ番組
- トップランナー（1997年4月4日NHK）
- 裸にしたい男たち（NHK）
- 徹子の部屋（テレビ朝日）
- 笑っていいとも!（フジテレビ系）
- はなまるマーケット（TBS系）
- 情熱大陸（MBS制作・TBS系）
- アナザースカイ（日本テレビ）
- 鶴瓶のスジナシ!（2013年6月18日、中部日本放送）
- 櫻井有吉アブナイ夜会（2014年7月17日、TBS系）
- ダウンタウンDX（2014年7月24日、2015年7月30日、読売テレビ制作・日本テレビ系）
- 世界の日本人妻は見た!（2014年9月2日、10月28日、2015年3月3日、5月5日、12日、7月28日、8月4日、11月24日、2016年3月8日、TBS系）
- あのニュースで得する人損する人（2014年12月18日、2015年1月22日、3月5日、12日、5月7日、8月6日、11月12日、日本テレビ系）
- 2014年世界が選ぶ今年の顔アワード!!（2014年12月31日、フジテレビ系）
- 極上空間（2015年1月3日、BS朝日）
- ウーマン・オン・ザ・プラネット（2015年1月10日、日本テレビ系）
- 行列のできる法律相談所（2015年1月11日、日本テレビ系）
- お坊さんバラエティ ぶっちゃけ寺（2015年1月12日、5月4日、11日、11月9日、16日、テレビ朝日系）
- クイズプレゼンバラエティー Qさま!!（2015年1月26日、テレビ朝日系）
- バイキング（2015年2月23日、フジテレビ系）
- 未来シアター（2015年3月6日、日本テレビ系）
- 解決!ナイナイアンサー（2015年3月25日、10月20日、日本テレビ系）
- アウト×デラックス（2015年5月21日、フジテレビ系）
- チョイ住みinロンドン（2015年6月27日、NHK BSプレミアム）
- Mr.サンデー（フジテレビ系）
- ボンジュール!辻仁成のパリごはん（NHK BSプレミアム）[35]
  - 春（2021年6月18日）
  - 秋（2021年10月30日）
  - 冬（2022年2月23日）
  - 2022 春（2022年6月12日）
  - 2022夏（2022年9月23日）
  - 2022秋冬（2023年2月17日）
  - 2023SP（2023年9月16日）

### ラジオ
- パックインミュージック21・水曜日・1部（1993年1月 - 4月 TBSラジオ）
- 火曜JUNK爆笑問題カーボーイ（2014年7月15日、2016年3月1日 TBSラジオ）
- 爆笑問題の日曜サンデー（2014年3月30日・12月28日、2015年2月22日・8月23日、2016年7月24日、2017年2月12日、2018年2月25日、TBSラジオ）
- 辻仁成のオールナイトニッポン・月曜日・2部（1987年10月 - 1989年10月 ニッポン放送）
- シンプジャーナル ラジオフリーダム・金曜日（1985年12月 - 1988年3月 FM横浜）[1]
- FMロックサーキット・水曜日（1987年10月 - ? FM福岡）

### オーディブル
- ミラクル（ナレーション、2023年8月4日）

### ニコニコチャンネル
- 辻仁成 全身表現者（2012年11月-2014年6月30日）- ニコニコ公式ブロマガ・生放送・映像配信

### 映画
- 『ベイビー大丈夫かっ BEATCHILD1987』（2013年10月26日公開、佐野元春 with THE HEARTLAND「STRANGE DAYS」サポートギター・コーラス）

## 個展
- Les Invisibles 見えないものたち（2024年2月28日 - 3月5日、伊勢丹新宿店アートギャラリー）[22]